# Ferenc Velkei
Ferenc Velkei (Nagykáta, 15 novembre 1915 – Budapest, 12 settembre 2008) è stato un cestista e pallamanista ungherese.

## Carriera
Con l'Ungheria ha preso parte a tre edizioni dei Campionati europei (1935, 1939, 1946).
Con l'Ungheria ha preso parte ai Giochi olimpici di Berlino 1936, dopo la rinuncia dell'Ungheria a schierare la squadra di pallacanestro, nella quale militava.